# 755
Вижте пояснителната страница за други значения на 755.

## Родени
- Крум – български хан